# 军山街道
军山街道，是中华人民共和国湖北省武汉市蔡甸区下辖的一个乡级行政区，现在由武汉经济技术开发区托管。

## 行政区划
军山街道下辖以下地区：
黄陵社区、军山社区、得胜村、胜利村、新团村、凉亭村、幸福桥村、张王庙村、沿河村、大山村、群江村、硃山村、凤山村、王家村、肖家村、长山村、龙湖村、川江村、小军村、枫林村、黄石村、洪海村和军江村。